# John Fetterman
John Karl Fetterman (* 15. srpna 1969, West Reading, Pensylvánie) je americký politik za Demokratickou stranu USA. Od roku 2023 je senátorem Senátu Spojených států amerických za Pensylvánii. Do svého složení přísahy senátora působil jako zástupce guvernéra Pensylvánie. Předtím v letech 2005–2019 byl starostou města Braddock.